# 河田末吉
河田末吉（日语：／ Kawata Suekichi ?，1901年1月28日—？），日本大阪府人，為京都帝國大學理學部物理學博士:77,119。河田末吉曾任第二任臺北帝國大學物理學講座教授與國立臺灣大學物理學系教授。其專長為宇宙射線物理、結晶物理學以及熱力學:122。
1936年11月，河田末吉成為第二任臺北帝國大學物理學講座教授，並領導太田賴常與內藤實、伊藤貢二位助手在臺灣的玉山與阿里山等高山地區的高山營林所，利用探空氣球收集中子數據以進行宇宙射線研究，並持續接受以仁科芳雄為首的日本學術振興會原子核小組以及帝國學士院等單位的補助。二戰結束後，河田末吉等日籍學者被臺大物理系首任系主任戴運軌留任續聘，並協助重組荒勝文策等人製作、曾完成世界第二次人工撞擊原子核實驗的考克饒夫－瓦耳頓型加速器，完成了中華民國暨戰後全亞洲首次人工撞擊原子核實驗。1947年，河田末吉受二二八事件影響而被國民政府遣返日本，並於其後任職於京都大學工學部應用物理學教室，在聯合國軍最高司令官總司令部（GHQ）的監督之下與東京大學合作進行核物理與宇宙射線物理的研究。

## 生平

### 早期
河田末吉於1901年生於日本大阪府大阪市北區，並在就讀京都帝國大學物理學系時期，與爾後在多變數解析函數論研究有重大貢獻的數學家岡潔結交為好友。畢業後，河田末吉進入京都帝國大學物理科第四講座的「石野研究室」，跟隨石野又吉從事X射線實驗，並一路從講師升遷為助理教授:120。在石野又吉於1935年8月退休後，身為助理教授的河田末吉與玉成嘉十郎一同暫代其職位，直到次年由荒勝文策教授接任之:107。

### 臺北帝國大學時期

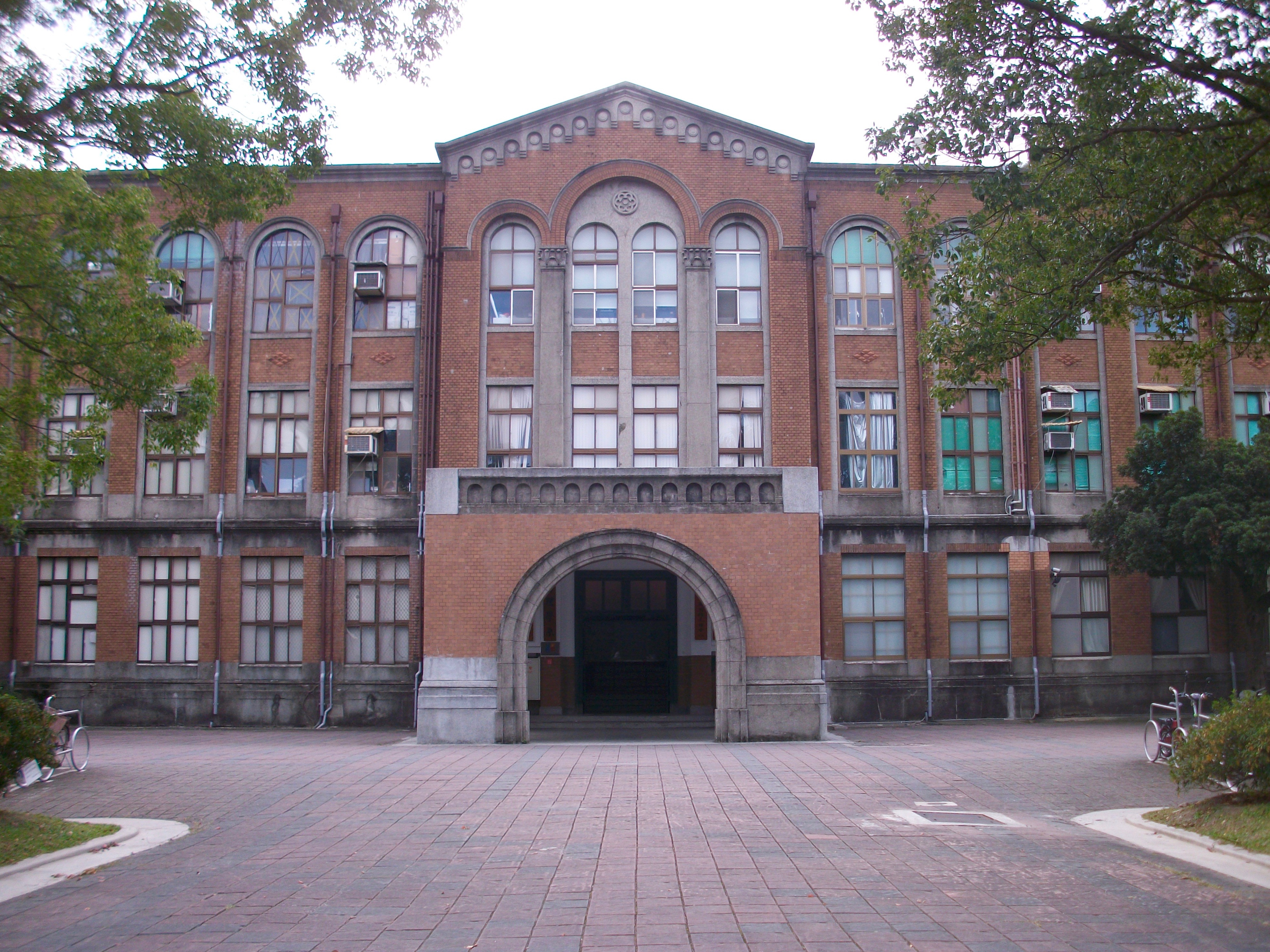
建成於1931年（昭和6年）5月3日的臺北帝國大學理化學教室校舍，即臺大二號館，物理學講座即設於其中。現內設有臺大物理文物廳。

1936年（昭和11年）11月，由於荒勝文策轉任京都帝國大學，河田末吉接手第二任臺北帝國大學物理學講座教授:119。在這段時期，河田末吉主要帶領內藤實與伊藤貢二位助手以及太田賴常助理教授，在臺灣的玉山與阿里山等高山地區的高山營林所利用探空氣球收集中子數據，借用醫學部竹中繁雄的設備分析，進行宇宙射線研究:123，並持續接受以仁科芳雄為首的日本學術振興會原子核小組以及帝國學士院等單位的補助:122,123。河田末吉也曾帶領內藤和伊藤二人利用X光以單晶繞射法分析北投石結晶:123。當時，太田賴常曾向河田末吉提議重建荒勝文策團隊的加速器，但該建議並未被採用:122。
在河田末吉任職臺北帝大期間，曾遭遇理農學部內部對立而分裂為理學部與農學部之事件:124。但由於其與荒勝文策領導之物理學講座屬於京都帝大系統，而非當時臺大主要的二大派系：東京帝大系統與東北帝大-北海道帝大系統，因此並未捲入當時二派的激烈鬥爭之中:125。
而由於宇宙射線研究在臺灣總督府看來對戰爭並無幫助，因此當時河田末吉未被捲入戰時學術動員的浪潮，再加上經費來源充足，河田末吉得以繼續專心進行其純學術研究:126,127。然而，助理教授太田賴常於昭和16年3月轉任臺北高校教授物理，繼而與助手伊藤貢一同被總督府工業部天然瓦斯研究所聘任，協助解決戰爭期間的能源問題，接任助理教授的內藤實也在被授予勳八等白色桐葉章後遭軍方強制徵兵，臺北帝國大學物理學講座於是僅存河田末吉一人獨力研究:127。

### 國立臺灣大學時期

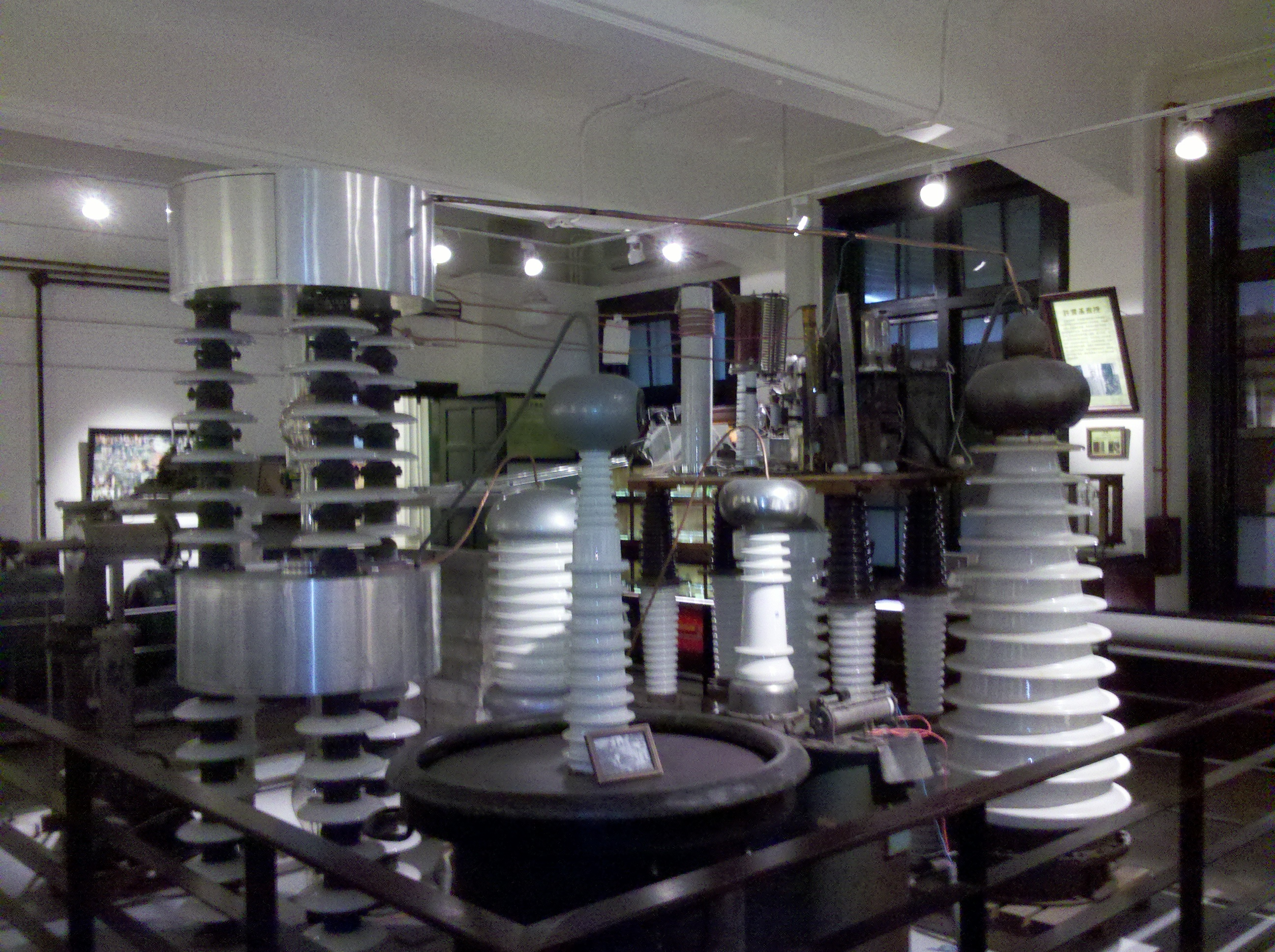
目前展示於臺大物理文物廳的考克饒夫－瓦耳頓型直線粒子加速器。

二戰結束後，河田末吉教授與太田賴常副教授等日籍學者被臺大物理系首任系主任戴運軌留任續聘:77，並協同二人與許雲基、許玉釧、周木村、林松雲等人，重組荒勝文策等人製作、曾完成世界第二次人工撞擊原子核實驗的考克饶夫-瓦尔顿加速器:21。然而起初在1946年9月:8，戴運軌諮詢河田末吉相關事宜時，河田末吉曾對重組加速器一事表示消極態度:13。戴運軌事後寫道：
|  | 卅五年九月初，鄙人考查原有儀器，即擬定計劃，為欲建立柯克勞夫式之直流高壓電源，以供原子核物理學之研究。乃商請留用之日籍教授河田末吉氏，共同搜集高壓電所需一切儀器。惟河田教授以為儀器太少，恐難以成功，表示消極，鄙人認為電壓雖不能到達預期之高，即略低亦可，故排除一切困難，勉力進行，當時有林嘉仁助教、洪金和技工二人同任搬運試裝之勞。:13 |

爾後在戴運軌與太田賴常等人的堅持與努力之下，重組加速器之計畫得以在該年10月開始進行:8，並於1948年5月13日下午8時35分完成了中華民國暨戰後全亞洲首次人工撞擊原子核實驗:161,162:4。該加速器目前被國立臺灣大學校方展示於臺大物理文物廳，即原物理學講座原子核實驗室。
當時，河田末吉與戴運軌一同進行計數器之組合與X射線晶體分析研究:154，內藤實也在此時自中國戰場返日，繼續跟隨河田末吉進行研究:128。另外，河田末吉亦與內藤實和林家仁助教共同規劃大一普物實驗課程之內容:155。
然而，由於1947年二二八事件的發生，在臺日籍學者遭當時的臺灣省政府全數遣返，河田末吉等人亦在遣返名單之中:77,150。該年4月，河田末吉等大批日籍教授被集中於基隆的集中營等待船隻接駁，並於10日後在臺灣大學數十名師生的送別之下，搭乘海王丸經青島、上海等地返回日本:150。

### 晚年
河田末吉受二二八事件影響，於1947年5月3日返日，並於其後任職於京都大學工學部應用物理學教室:124，擔任熱力學教授:127。河田末吉在臺灣所做的宇宙射線研究，也提供了仁科芳雄等物理學者許多寶貴的數據，並在聯合國軍最高司令官總司令部（GHQ）的監督之下與東京大學的研究社群合作進行核物理與宇宙射線物理的研究:128。爾後，河田末吉轉任荒勝文策創設的私立甲南大學理學部，並於1959年成為通過日本原子能委員會認證的輻射防護主任。

## 著作
下列為部份河田末吉曾發表之相關學術著作與論文：
- 博士學位論文：《吸收端中X射線的吸收光譜研究》，1933年[2]:119[13]。
- 《大氣中中子之研究》，1941年[14]。
- 《以硼塗層計數管進行大氣中中子之研究》，1945年[15]。
- 《一個濕度試驗》，1951年[16]。
- 《運行紗線厚度檢查裝置》，1951年[17]。
- 《不透明液體用落球式黏度計的試作》，1951年[18]。
- 《京都大學工學部應用物理學教室》，1951-1952年[19]。
- 《變動液面之比重遙測試作》，1953年[20]。
- 《正倉院新寶庫的通風觀測》，1954年[21][22]。
- 《落球式黏度計的試作》，1955年[23]。
- 《使用放射性同位素之液面計的試作》，1955年[24]。
- 《近代物理學》，1968年[25]。

## 外部連結
- 臺灣大學原子核物理實驗室簡介 （页面存档备份，存于）（繁體中文）
- 臺灣大學物理文物廳 （页面存档备份，存于）（繁體中文）
- 國立臺灣大學物理學系 （页面存档备份，存于）（繁體中文）
- 京都大学物理與天文學系 （页面存档备份，存于）（日語）

| 教育職務               | 教育職務                       | 教育職務                                     |
| ---------------------- | ------------------------------ | -------------------------------------------- |
| 臺北帝國大學物理學講座 |                                |                                              |
| 前任： 荒勝文策        | 講座教授 1936年10月－1946年3月 | 繼任： 戴運軌 （改制為國立臺灣大學物理學系） |